# Улитино (Татарстан)
 Улитино  — деревня в Зеленодольском районе Татарстана.  Входит в состав  городского поселения Нижние Вязовые.

## География
Находится в западной части Татарстана в правобережной части района недалеко от берега Куйбышевского водохранилища напротив западной части районного центра города Зеленодольск .

## История
Была известна с 1646 года как починок Улитин, принадлежавший свияжскому Успенскому монастырю. 

## Население
Постоянных жителей было в 1782 году - 219 душ мужского пола,  в 1859 - 701, в 1897 - 720, в 1908 - 787, в 1920 - 589, в 1926 - 688, в 1938 - 550, в 1949 - 311, в 1958 - 325, в 1970 - 242, в 1979 - 147, в 1989 - 36. Постоянное население составляло 18 человек  (русские 67%, татары 33%) в 2002 году, 33 в 2010.